# ナターシャ・グレグソン・ワグナー
ナターシャ・グレグソン・ワグナー（Natasha Gregson Wagner、1970年9月29日 - ）は、アメリカ合衆国の女優である。

## 略歴
カリフォルニア州ロサンゼルス出身。母親はロシア系女優のナタリー・ウッド。ナターシャ・グレグソンとクレジットされることもあるが、通常は義理の父であるロバート・ワグナーの姓も名乗っている。
2003年に『ハイ・フィデリティ』の脚本家であるD・V・デヴィンセンティスと結婚した。

## 主な出演作品
- バッフィ/ザ・バンパイア・キラー Buffy the Vampire Slayer （1992年）
- ハイスクール・ハイ High School High （1996年）
- ロスト・ハイウェイ Lost Highway （1997年）
- アナザー・デイ・イン・パラダイス Another Day in Paradise （1998年）
- ルール Urban Legend （1998年）
- ハイ・フィデリティ High Fidelity （2000年）
- ヴァンパイア/黒の十字架 Vampires: Los Muertos （2002年）
- ワンダーランド Wonderland （2003年）
- 4400 未知からの生還者 The 4400 （2004年 - ）